# Battaglione Val di Vara
(Col. Mario Fontana (Turchi), Comandante Colonna Giustizia e Libertà - IV Zona Operativa)
Il Battaglione Val di Vara è stato un reparto della brigata partigiana Giustizia e Libertà che ha operato dall'autunno del 1943 all'aprile del 1945 in Liguria e Toscana, nelle province di Massa-Carrara e La Spezia. Fu tra i primi nuclei di combattenti costituitisi dopo l'8 settembre, aggregando centinaia di contadini, operai e militari sbandati ritornati alle loro abitazioni nella zona della bassa Val di Vara e riparandosi verso i monti del crinale che divide le due regioni.
Il reparto si è distinto per aver compiuto operazioni di sabotaggio e di guerra partigiana dal 18 agosto 1944 fino al 25 aprile 1945. Fu comandato dall'allora tenente dell'esercito Daniele Bucchioni (Dany) ed era inquadrato nella Colonna Giustizia e Libertà diretta da Vero del Carpio (Boia), operante nella IV Zona operativa ligure, diretta dal comando del colonnello Mario Fontana (Turchi).

## Storia
Dopo l’armistizio dell’8 settembre 1943, con lo sbandamento dei soldati del Regio Esercito e con il loro rientro a casa, iniziano nel Calicese le prime attività di raccolta armi e di aiuto ai soldati sbandati che non riuscirono a rientrare a casa.
Si formano inizialmente tre gruppi: uno in località Borseda, gestito e comandato da Aldo Bucchioni, uno in località Debeduse, diretto da Amedeo Paita e Carlo Calorini, e uno in località Villagrossa, comandato da Ugo Tarantola. Questi gruppi iniziarono immediatamente ad allargarsi, coinvolgendo le località limitrofe (Santa Maria, Molunghi, Nasso, Suvero, Veppo e Casoni, Castiglione Vara.
Gli aderenti di Borseda, Debeduse e Villagrossa parteciparono al primo incontro di coordinamento, che ebbe luogo il 19 ottobre 1943 presso il cascinale Buscini, a Debeduse. Promotore e coordinatore dell’incontro fu il tenente Daniele Bucchioni.
Parallelamente, iniziarono ad intrecciarsi relazioni e rapporti con alcune bande che andavano costituendosi a fondo valle, e che si caratterizzavano sostanzialmente per attività di raccolta di armi. In particolare, da Follo, dove esplicava un’intensa attività il capitano Orazio Montefiori (Martini), la cui famiglia era proprietaria di un forno a Pian di Follo. Nell'ottobre 1943 iniziarono i primi viaggi in cui trasportavano le armi recuperate nel paese follese, nascondendole nel carro che i sacchi di farina. Assunse grande importanza anche la figura di don Carlo Borelli, parroco di Follo, che diventerà poi cappellano della formazione partigiana.
Il 20 marzo 1944 il gruppo che ruotava intorno a Daniele Bucchioni riconobbe come riferimento il Comando della IV Zona operativa, stabilito nella località di Torpiana, con cui prendeva contatti tramite Giuseppe Grandis (Gisdippe) e compì azioni assalendo la Caserma dei Carabinieri di Calice, dove si impossessò di una mitragliatrice Breda calibro 8 e di alcune cassette di munizioni.
Nel giugno 1944 i nuclei di Madrignano, Suvero, Follo, Piana Battolla e Veppo, con l’aggiunta di ulteriori forze provenienti da Vezzano, si trasferirono in montagna, in località Ghiacciarna, presso il valico dei Casoni, sulla mulattiera proveniente da Villagrossa. In quel contesto gli aderenti alla brigata partigiana pronunciarono e firmarono un vero e proprio giuramento:
(Giuramento di Ghiacciarna)
Nel febbraio 1945 fu dato incarico al reparto di un progetto ambizioso: la costruzione di una pista di atterraggio di aerei tipo Mitchell, sulla piana di Ghiacciarna, ai Casoni. Il progetto fu iniziato il 20 marzo 1945, con il primo "colpo di piccone" dell'avv. Mario Fortelli, ufficiale di collegamento del Comando IV Zona Operativa e, dopo aver superato numerose difficoltà tecniche, fu concluso il 10 aprile, all'alba della Liberazione.
Il 21 aprile 1945 Daniele Bucchioni fu convocato al comando della IV zona operativa da Mario Fontana, il quale gli comunicò che al "Val di Vara" fu dato incarico di procedere verso la val di Magra e liberare Aulla. Le quattro compagnie che costituivano il reparto, predisposte secondo precisi obiettivi e compiti, riuscirono, dopo aspri combattimenti, a scendere il crinale della vallata, conquistare il castello di Podenzana, scendere verso la città aullese e prenderne il possesso, occupando la fortezza della Brunella e presidiando il ponte di accesso alla città la mattina del 23 aprile 1945. Queste operazioni furono caratterizzate da un numero considerevole di prigionieri, consegnati da Daniele Bucchioni al capitano che comandava le avanguardie alleate, che entrarono in Aulla il giorno seguente.

## Composizione
I giovani ribelli che componevano l'unità provenivano prevalentemente dai paesi della bassa e media Val di Vara. In termini numerici, era in realtà assimilabile ad una vera e propria brigata, tuttavia, rimase con l'appellativo di battaglione, probabilmente per far in modo che il nemico sottovalutasse la sua composizione e il suo numero. Complessivamente era costituito da quattro gruppi, che nell'aprile 1945 era costituiti come vere e proprie compagnie:
- 1º Gruppo
  - Comandante Giuliano Ratti (Giuliano[3])
  - Commissario Mario Lugano (Marius)
  - Comandanti di plotone:
    - Ciro Domenichini (Fulmine[4])
    - Giovanni Firinu (Gianni)
    - Piero Zanelli (Piero)
- 2º Gruppo
  - Comandante Gino Paita (Yanez)
  - Commissario Mario Torrini (Marius)
  - Comandanti di plotone:
    - Alessandro Grossi (Ortiga)
    - Vittorio Majoli (Antares)
    - Bruno Scattina (Bruno)
- 3º Gruppo
  - Comandante Aldo Bucchioni (Aldo)
  - Commissario Francesco Zanelli (Francè)
  - Comandanti di plotone:
    - Nino Fregosi
    - Giovanni Terribile
    - Renato Venturi
    - Gisberto Pagano (Gibò)
- 4º Gruppo
  - Comandante Blandino Blandini (Tigre)
  - Commissario Giovanni Iappolo (Sandokan)
  - Comandanti di plotone:
    - Ferruccio Bardotti (Ciccio)
    - Rino Godani (Giaguaro)
    - Giovanni Meucci (Gianni)

## Principali combattimenti
Tale unità si distinse per innumerevoli atti di sabotaggio e di guerriglia, ma in particolar modo per alcuni combattimenti e scontri con le forze nazifasciste.

### Atti di sabotaggio di rilievo
- Distruzione del ponte di Piana Battolla, sulla SP 10 della Val di Vara;
- Distruzione del ponte di Ceparana, sulla Strada statale 330 di Buonviaggio.

### Combattimenti
- 3 agosto 1944: primo rastrellamento nazifascista e battaglia dei Casoni. Proprio sull'episodio del rastrellamento del 3 agosto l'associazione Stella Tricolore ha promosso la realizzazione di un docufilm[5];
- 8 agosto 1944: secondo rastrellamento nazifascista nella IV Zona operativa;
- 20 gennaio 1945: rastrellamento e battaglia del Gottero;
- 22-25 aprile 1945: liberazione di Aulla.

## Curiosità
- Nel comune di Calice al Cornoviglio è stato allestito il museo della Brigata, intitolato al comandante "Dany", il generale Daniele Bucchioni. Inoltre, è stata dedicata una via a tale formazione partigiana[6].